# Kljazma
Kljazma (rus. Клязьма) je rijeka koja teče kroz Moskovska oblast i Vladimirsku oblast u Rusiji. Lijeva je pritoka rijeke Oke.
Kljazma je dugačka 686 km, a porječje joj je površine 42.500 km četvornih.
Na Kljazmi se nalaze ovi važniji gradovi: Gorohovec, Mendeljejevo, Pavlovski Posad, Vladimir, Kovrov, Ščolkovo, Losino-Petrovski, Noginsk, Orehovo-Zujevo, Sobinka i Vjazniki.
Glavni pritoci su joj: Uča, Borja, Kiržač, Pekša, Nerlj, Uvodj, Teza, Luh, Sudogda i Suvoroš.

## Promet
Kljazma je plovna 120 km od njena estuarnog ušća sve uzvodno do Kljazmanskog akumulacijskog jezera. Zamrzava se u studenom i ostaje zaleđena sve do polovice travnja. 

## Vanjske poveznice
|  | Zajednički poslužitelj ima još gradiva o temi Kljazma |